# Marie-Elisabeth Rehn
Marie-Elisabeth Rehn (* 15. August 1951 in Heide (Holstein); † 29. Dezember 2024 in Konstanz) war eine deutsche Volkskundlerin und frühere Journalistin. Sie beschrieb in Heider Gottsleider den NS-Alltag in ihrer Geburtsstadt Heide und die Leidensgeschichte ihres Vaters Erwin Rehn, der mit 16 Jahren wegen „staatsfeindlicher Umtriebe“ von der Gestapo verhaftet wurde und zwei Jahre lang im Jugendkonzentrationslager Moringen inhaftiert war. In Die Stillschweigs versuchte sie zusammen mit ihrem Vater Erwin Rehn das Leben der jüdischen Familie Stillschweig aus Heide nachzuzeichnen. Sie half auch dabei, Erinnerungsberichte einstiger niederländischer Zwangsarbeiter zu veröffentlichen.
1987 promovierte sie über den Alltag von Arbeitslosen in Konstanz. Anschließend veröffentlichte sie eine Reihe von historischen Recherchen über jüdische Gemeinden in Schleswig-Holstein.